# 케이시 스트로
케이시 스트로(Kaycee Stroh, 1984년 5월 29일 ~ )는 미국의 배우이다.